# 강봉균 (정치인)
강봉균(康奉均, 1943년 8월 13일 ~ 2017년 1월 31일)은 정보통신부 장관과 재정경제부 장관, 16·17·18대 국회의원을 지낸 대한민국의 정치인이다.

## 학력
- 1962년 군산고등학교 졸업
- 1969년 서울대학교 경제학 학사
- 1972년 윌리엄스대학교 대학원 경제학 석사
- 1989년 한양대학교 대학원 경제학 박사

## 경력
- 1969년 4월 : 제6회 행정고등고시 합격
- 1990년 4월 21일 ~ 1993년 5월 24일 : 제17대 경제기획원 차관보
- 1993년 12월 ~ 1994년 10월 : 제6대 노동부 차관
- 1993년 10월 ~ 1994년 12월 : 제24대 경제기획원 차관
- 1994년 ~ 1996년 : 제12대 행정조정실장
- 1996년 8월 ~ 1998년 2월 : 제43대 정보통신부 장관
- 1998년 2월 25일 ~ 1998년 5월 18일 : 대통령비서실 정책기획수석비서관
- 1998년 5월 18일 ~ 1999년 5월 25일 : 대통령비서실 경제수석비서관
- 1999년 5월 ~ 2000년 1월 : 제7대 재정경제부 장관
- 2001년 3월 ~ 2002년 6월 : 제10대 한국개발연구원 원장
- 2002년 8월 ~ 2004년 5월 : 제16대 국회의원(전북 군산시, 새천년민주당→무소속→열린우리당, 초선)
- 2004년 5월 ~ 2008년 5월 : 제17대 국회의원(전북 군산시, 열린우리당→무소속→중도개혁통합신당→중도통합민주당→무소속→대통합민주신당→통합민주당, 재선)
- 2006년 1월 ~ 2007년 1월 : 열린우리당 정책위원회 의장
- 2008년 5월 ~ 2012년 5월 : 제18대 국회의원 (전북 군산시, 통합민주당→민주당→민주통합당→무소속, 3선)
- 2008년 10월 ~ 2010년 6월 : 민주당 전라북도당 위원장
- 2016년 3월 : 새누리당 제20대 국회의원 선거 선거대책위원회 공동위원장
- 2016년 9월 ~ 2017년 1월: 대한석유협회 회장

## 경제정책

### 400만 신용불량 양산 논란
강봉균이 재정경제부 장관으로 재임하며 경기부양을 위해 추진한 신용카드 활성화 정책으로 인해 수백만 신용불량자를 양산했다는 지적을 받고 있다. 강봉균은 재정경제부 장관이 되고 경제 활성화를 위해 신용카드의 현금서비스 사용한도 폐지, 길거리 카드회원모집, 신용카드 매출 전표 복권제도 등을 도입하며 신용카드 규제를 풀어주었다. 이때 카드사들에게 노숙인들에게까지 카드를 만들 수 있도록 남발하고 높은 이자율로 고리대금업에 가까운 영업을 할 수 있도록 되었다.
그 결과 1998년 193만명이던 신용불량자의 숫자가 2004년 382만명으로 대폭 증하였다, 특히나 규제 완화로 한해 카드사용자가 100만명씩 증가한 반면 이들의 80%의 사용자가 신용불량자가 되었다. 정부가 앞장서 국민들에게 과소비와 사치를 조장하여 신용불량자를 만들었다는 지적을 받았다.
이로 인해 2004년 신용카드 특검이 이루어졌는데, 강봉균 의원은 자신에게 책임이 없다고 주장하였다. 하지만 많은 경제학자들과 시민단체들은 강봉균 의원 책임론을 주장하였다. 참여연대는 성명서를 통해 당시 경재정책을 주도했던 강봉균에게 정책실패에 대해 국민 앞에서 사과 해야 한다.“고 촉구 하기도 하였다.

## 정치

### 김근태 의장에 대한 친북좌파 논란
2007년 1월 4일 조선일보에 강의장은 '김근태 의장이 당을 대변하는 역할을 하는 데 한계가 있다"며 "김근태 의장은 백의종군하거나, 다른 길로 가야 한다."며 김근태 의장의 사퇴를 요구하였다. 특히나 강봉균 의장은 김근태 의장을 정책노선이 자신과 다른 '좌파'이며, 당지지율이 떨어진 것이 당내 '친북좌파' 때문이라고 주장해 파문이 일어났다.
강봉균 의원은 금강산 관광 금지를 주장하며 김대중 정부로부터 일관돤 대북포용정책을 거부하였고 한나라당이 말하는 좌파정권과 열린우리당을 동일시 하였다. 국민의 정부 이후에는 줄곧 정부의 대북정책 기조였던 포용 정책을 좌파라고 몰아 붙였다.

## 병역 문제 논란

### 아들의 군면제 의혹
SBS 그것이 알고싶다에 병역 비리로 강봉균 본인과 아들의 2대째 병역 문제가 다루어지며 논란이 일어났다. 가수 MC몽의 병역 비리 브로커로 유명한 김대업이 병무청 직원들에게 돈을 주고 강봉균 아들을 보충역으로 처분해줬다는 진술을 하면서 논란이 시작했다. 2002년 7월 6일치 <오마이뉴스> 기사에도 강의원의 부인이 병무청 직원에게 돈을 주고 아들의 병역 감면 청탁을 했다는 병무청 직원의 검찰 진술 보도도 있었다.
하지만 서울지검은 당시 병역 문제를 수사하며 강 전 장관의 아들 강문선과 관련된 '병역비리 혐의' 내용을 진술받았지만, 공소 시효가 지나 더 이상 수사를 진척시키지 않았다고 밝혔다. 강 전 장관 아들의 병역 문제 혐의를 진술했던 서울병무청의 한 관계자는 김 전 청장의 뇌물 수수와 관련해 뇌물 공여자 중의 한 사람으로 검찰에 소환된 바 있다.
이 때 병무청 직원은 "강 전 장관의 아들 강문선 씨는 지난 1993년 서울병무청에서 실시한 신검 과정에서 천식이라는 병명으로 보충역 또는 면제를 받으려고 시도하다가 실패했고, 얼마 뒤 강 전 장관의 부인이 서울병무청에 근무하는 나에게 1,000만원을 주며 천식으로 4급 보충역 판정을 받게 해달라고 요청했다"고 진술했다.
현재 강봉균 전 의원 아들은 1994년에 유학을 떠나 20년간 해외에 거주하며 대한민국 국적을 포기하고 미국 여성과 결혼하여 영주권을 취득하였다. 2005년 강봉균 의원은 <오마이뉴스>와의 인터뷰에서 "아들은 이제 만 31살이 됐다. 우리 나이로 32살이다. 학부를 마치고 대학원을 진학하기 위해 현재 비즈니스 캐리어를 쌓고 있다. 공부를 마친 후에 병역의 의무를 다할 것이다."라고 답변하였지만 아들은 귀국하지 않았고 더불어 병역 소집 기간을 넘기고 이혼함으로써 위장 결혼 의혹까지 일고 있다.

### 강봉균의 군면제
강봉균 의원은 1964년 병역 기피 이후에 입영했다가 결핵 판정으로 귀가 조치되었다가, 1967년 입영 연기된 이후에 1968년 갑종 판정을 받았는데, 1969년 행정고시에 합격했다가 갑자기 보충역으로 편입된다. 이후 미국 유학을 다녀온 후인 1974년에 고령으로 병역이 면제되었다. SBS 그것이 알고 싶다에서 사회자는 강봉균 의원과 한나라당의 안상수 의원 등 전형적인 병역 문제 패턴이 유사하다고 지적한바 있다.

### 사망
2017년 1월 31일 지병인 췌장암으로 사망했다. 향년 75세

## 역대 선거 결과
|  | 41.46% |

|  | 58.10% |

|  | 78.28% |

|  | 52.79% |

## 소속 정당
| 소속 정당 | 소속 정당        | 소속 기간 | 비고                |
| --------- | ---------------- | --------- | ------------------- |
|           | 새천년민주당     | 2000~2003 | 정계 입문           |
|           | 무소속           | 2003      | 탈당                |
|           | 열린우리당       | 2003~2007 | 창당                |
|           | 무소속           | 2007      | 탈당                |
|           | 중도개혁통합신당 | 2007      | 창당                |
|           | 중도통합민주당   | 2007      | 합당                |
|           | 무소속           | 2007      | 탈당                |
|           | 대통합민주신당   | 2007~2008 | 창당                |
|           | 통합민주당       | 2008      | 합당                |
|           | 민주당           | 2008~2011 | 당명 변경           |
|           | 민주통합당       | 2011~2012 | 합당                |
|           | 무소속           | 2012~2014 | 탈당                |
|           | 새정치민주연합   | 2014~2015 | 복당                |
|           | 무소속           | 2015~2016 | 탈당                |
|           | 새누리당         | 2016      | 입당                |
|           | 무소속           | 2016~2017 | 탈당 정계 은퇴 사망 |

## 가족 관계
- 배우자 : 서혜원
  - 아들 : 강문선
  - 딸 : 강보영

## 같이 보기
- 군산시 (2000년 선거구)
- 군산시의 국회의원
- 대한민국의 대통령비서실 수석비서관
- 대한민국의 고용노동부 차관
- 대한민국의 기획재정부 차관
- 대한민국의 과학기술정보통신부 장관
- 대한민국의 기획재정부 장관